# Графиня де Монсоро (пьеса)
«Графиня де Монсоро» (фр. La Dame de Monsoreau) — историческая драма французского писателя Александра Дюма-отца, написанная им совместно с Огюстом Маке на основе одноимённого романа и впервые поставленная на сцене в 1860 году.

## Сюжет
Действие пьесы происходит во Франции в 1578—1579 годах, во время гугенотских войн. Приближённый герцога Анжуйского Бюсси д’Амбуаз попадает на парижских улицах в засаду, устроенную миньонами короля Генриха III. Тяжело раненный, он находит спасение в таинственном доме, где видит прекрасную даму и влюбляется в неё. Позже Бюсси узнаёт, что это Диана де Меридор, которую граф де Монсоро принудил к браку, спасая от преследований герцога Анжуйского.
Королевский шут Шико обещает барону де Меридор, что вернёт ему дочь. Он похищает Диану и передаёт её отцу, а потом проникает на собрание лигистов и раскрывает заговор против короля. Бюсси требует от герцога расторжения брака Монсоро с Дианой, но получает отказ. Граф подсылает к Бюсси наёмных убийц, Шико погибает в схватке с ними, а Бюсси убивает Монсоро и обретает счастье с Дианой.

## История текста
Дюма впервые обратился к сюжету о Монсоро и Бюсси в драме «Двор Генриха III» (1829), в которой, правда, герои получили другие имена: вместо Бюсси там появляется Сен-Мегрен, вместо графа де Монсоро — Генрих I де Гиз, вместо графини де Монсоро соответственно Екатерина Клевская. В романе «Графиня де Монсоро» героям возвращают их имена, только Франсуаза де Меридор становится Дианой. В соответствии с реальными событиями Бюсси там погибает от рук убийц, нанятых графом де Монсоро. Однако в написанной по мотивам романа драме Бюсси остаётся в живых и получает Диану. Таким же образом счастливый финал появляется в написанных в те же годы пьесах Дюма «Шевалье де Мезон-Руж» и «Дочь регента».
Пьеса была написана Александром Дюма совместно с Огюстом Маке — его соавтором по ряду романов, включая «Графиню де Монсоро». Премьера состоялась 19 ноября 1860 года в театре Амбигю. Спектакль, шедший шесть часов, имел большой успех благодаря ряду эффектных сцен (уличная схватка, тайное собрание лигистов в аббатстве, их шествие по улицам Парижа и др.). В 1899 году пьеса была сокращена примерно вдвое, в 1958 году она вошла в репертуар театра Комеди Франсэз.
В 1860 году пьеса была опубликована, позже она вошла в состав 23-го тома собрания сочинений Дюма в 25 томах.